# Marinefliegergeschwader 28
Das Marinefliegergeschwader 28 (MFG-28) war ein fliegender Verband in Regimentsstärke der Luftstreitkräfte der Nationalen Volksarmee der DDR. Es trug den Ehrennamen Paul Wieczorek und war dem Führungsorgan Front- u. Militärtransportfliegerkräfte unterstellt. Im Kriegsfall sollte es dem Kommando der Volksmarine unterstellt werden.

## Geschichte
Das Marinefliegergeschwader wurde ab August 1985 unter strengster Geheimhaltung am Standort Rostock-Laage aufgestellt. Die Formierung wurde am 27. November 1987 abgeschlossen.
Am 29. Februar 1988 wurde die Truppenfahne übergeben.
Erst am 6. Oktober 1989 erhielt das Geschwader den Traditionsnamen „Paul Wieczorek“ nach einem Teilnehmer der Novemberrevolution in Deutschland und Kommandeur der Volksmarinedivision. Die Existenz des Marinefliegergeschwaders unterlag strengen Geheimhaltungsbestimmungen, für zusätzliche Verwirrung sorgte die faktische Unterstellung des Geschwaders unter das Kommando Luftstreitkräfte/Luftverteidigung.
Ab dem 20. Juli 1990 wurden noch die Dienstgrade der Volksmarine eingeführt, um sich auch nach außen hin als Marinefliegergeschwader zu zeigen. Im Frieden unterstand das Geschwader jedoch dem Führungsorgan Front- und Militärtransportfliegerkräfte der Luftstreitkräfte der NVA zum Zwecke der fliegerischen Ausbildung sowie der flugzeugtechnischen materiellen Sicherstellung. Die operative Unterstellung für das Geschwader lag beim Chef der Marinefliegerkräfte im Kommando Volksmarine. Jedoch konnte der Chef Marinefliegerkräfte keine Einsätze direkt befehlen. Jeder Gefechtseinsatz des MFG-28 war von der Volksmarine über das Gefechtsführungszentrum (GFZ) LSK des Kdo LSK/LV zu führen.
Diese Unterstellung war eine Friedensstruktur zur Sicherstellung der fliegerischen Ausbildung sowie zur materiell-technischen Sicherstellung. Mit Auslösung entsprechender Stufen der höheren Gefechtsbereitschaft war das MFG-28 zur operativen Unterstellung zum Befehlshaber der sowjetischen 16. Luftarmee vorgesehen und befohlen.
Vor der Wiedervereinigung war der 27. September 1990 der letzte Flugtag des Geschwaders, an dem die Flugzeuge auch nicht mehr starten, sondern nur rollen durften. An diesem Tag wurde auch eine Maschine mit einem blau-gelb-roten Anstrich, den Farben des neuen Bundeslandes Mecklenburg-Vorpommern, vorgestellt.
Zum 31. Dezember wurde das Geschwader offiziell aufgelöst.

## Kommandeure MFG-28
| Dienstgrad, Name                 | Dienstzeit | Bemerkung                  |
| -------------------------------- | ---------- | -------------------------- |
| Oberst Jürgen Roske              | 1985–1987  |                            |
| Fregattenkapitän Hannes Mallwitz | 1987–1990  | (1987–1990 Oberstleutnant) |

## Flugzeugtypen

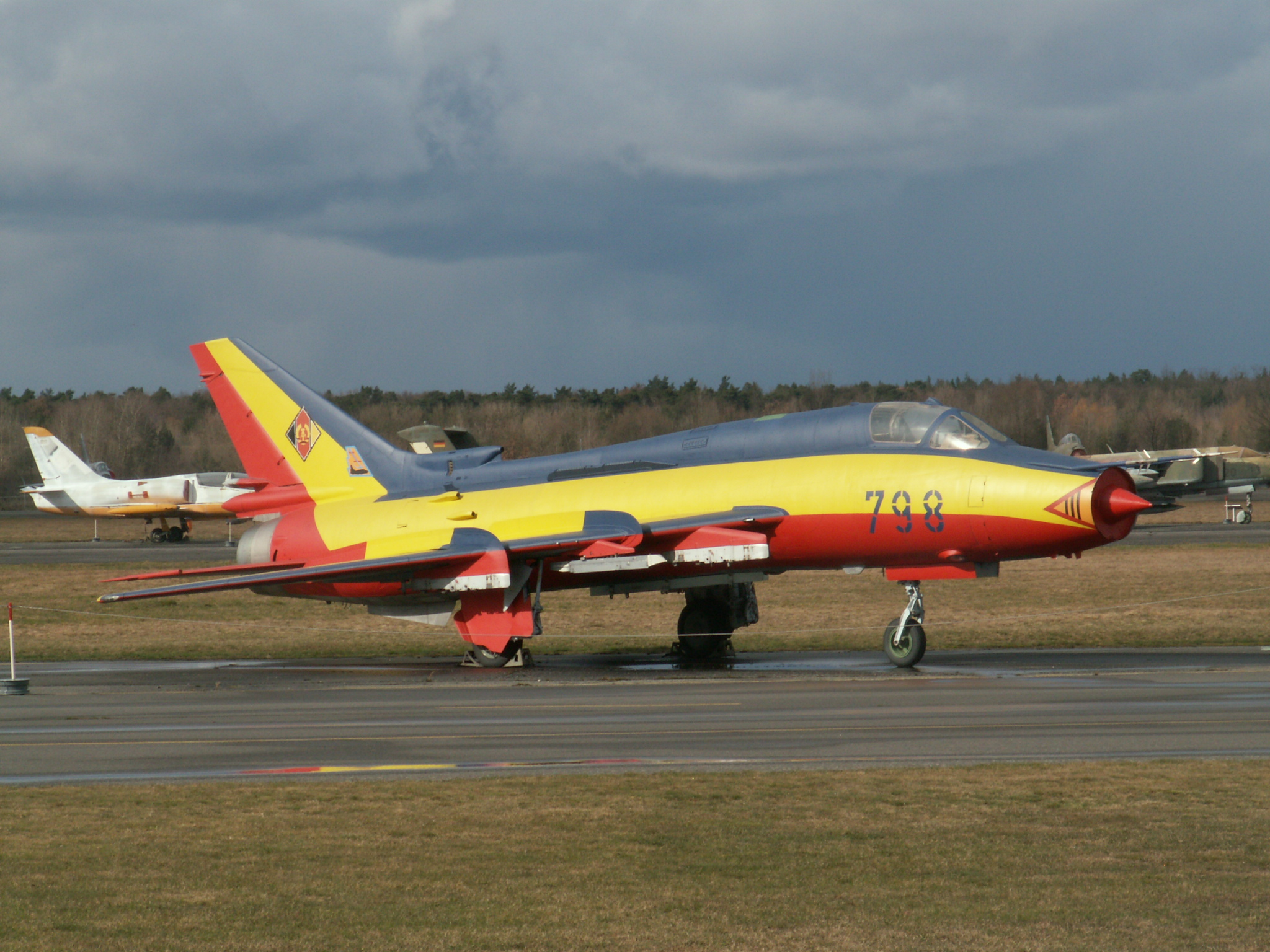
Su-22M-4 des MFG-28 in Sonderbemalung (Museum Gatow)

Das Geschwader wurde mit 24 Jagdbombern des Typs Su-22M-4, von denen einer verloren ging, und vier Schulmaschinen Su-22UM-3K ausgerüstet. Neben den Maschinen gleichen Typs des JBG-77 und den MiG-29 des JG-3 stellten sie die modernsten Flugzeugtypen der NVA dar.